# F. Starik

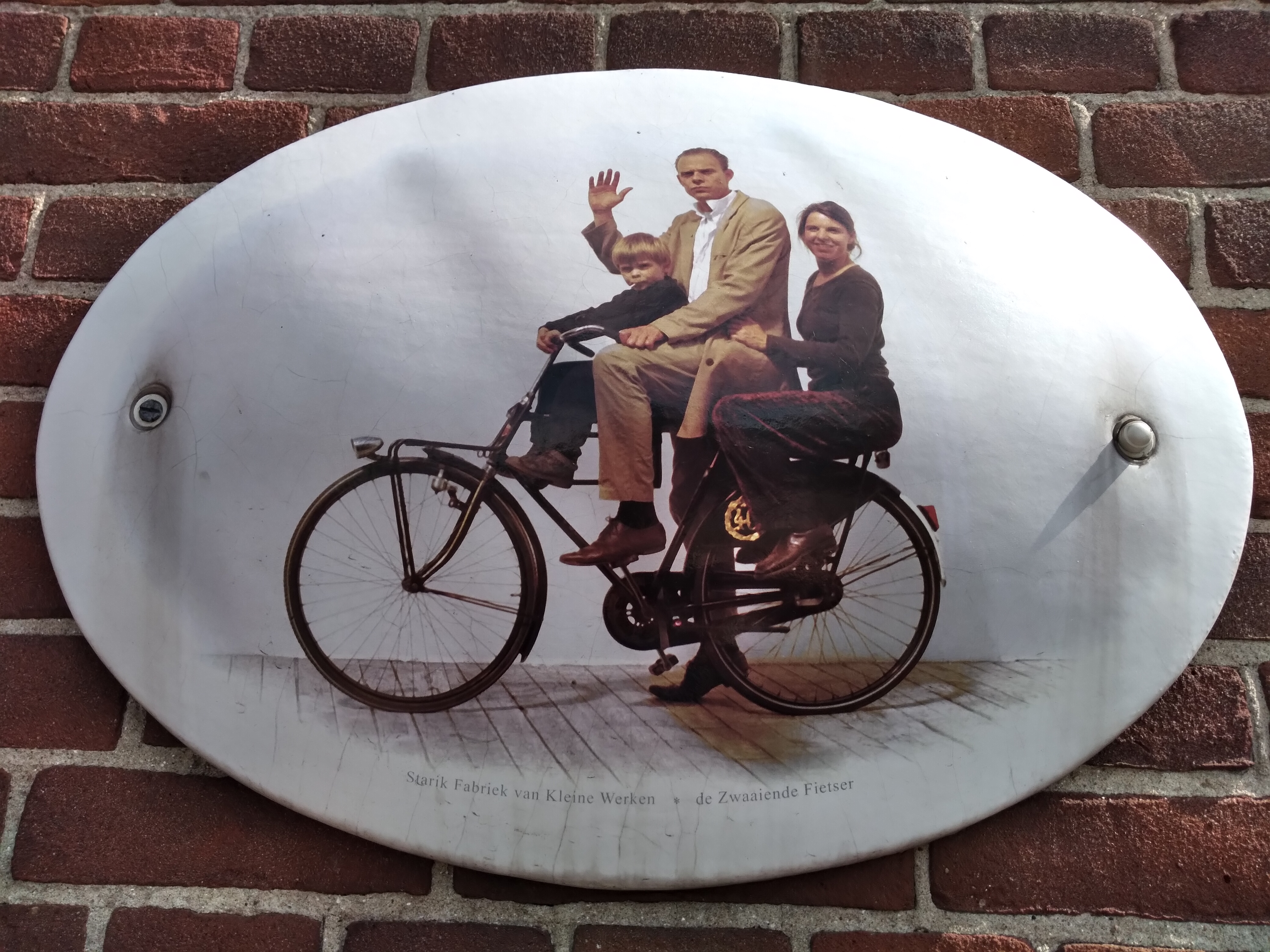
De zwaaiende fietser nabij de Westerkeersluis (augustus 2021)

F. Starik, pseudoniem van Frank von der Möhlen (Apeldoorn, 1 juli 1958 – Amsterdam, 16 maart 2018), was een Nederlandse dichter en prozaïst, alsmede fotograaf, zanger, performer en beeldend kunstenaar.

## Biografie
F. Starik studeerde fotografie en mixed media aan de Rietveldacademie. Een eerste dichtbundel publiceerde Starik in eigen beheer, maar zijn officiële debuut was Nepvuur (1987). Als fotograaf werkte hij mee aan de in 1988 uitgegeven geruchtmakende bloemlezing Maximaal. Na nog enkele publicaties concentreerde Starik zich op zijn beeldende kunst, terwijl zijn dichterschap wat naar de achtergrond geschoven werd. In dezelfde periode was hij zanger van de Willem Kloos Groep, die "harde muziek op tekst van dode dichters" speelde en op het label van Staalplaat de cd Vinger in het zand uitbracht.
Sinds 2002 publiceerde Starik opnieuw dichtbundels, waarvan sommige vergezeld gingen van een muziek-cd, maar soms ook van een tentoonstelling. Dichtkunst en beeldend werk combineerde hij sindsdien dus meer.
In 2002 richtte Starik in navolging van het Groninger Eenzame uitvaart-project in Amsterdam de Poule des Doods op, een dichterscollectief dat zorgt voor een passend gedicht bij de uitvaart van eenzame overledenen. Het Groninger initiatief werd ook door dichters in onder meer Utrecht, Rotterdam, Den Haag, Nijmegen, Antwerpen en Leuven overgenomen.
Door optredens, solo maar ook samen met muzikanten van de Willem Kloos Groep, en door opeenvolgende poëziepublicaties, kreeg Starik steeds meer bekendheid, wat ook blijkt uit de snelle herdrukken van zijn uitgaven.
In 2009 was Starik een van de drie laureaten die de Amsterdamprijs voor de Kunst ter grootte van 35.000 euro ontvingen.
Van 2010 tot 2011 was Starik stadsdichter van Amsterdam. Ter afsluiting van zijn stadsdichterschap verscheen een driedubbeldikke editie van de Amsterdamse daklozenkrant Z!, waarvan in twee weken 20.000 exemplaren werden verkocht.
Hij overleed in 2018 op 59-jarige leeftijd aan een hartstilstand.
Een jaar na zijn overlijden, in 2019, bezorgde zijn vrouw, de auteur Vrouwkje Tuinman, postuum zijn laatste werk: Klaar

## Zwaaiende fietser
Een tiental zelfportretten (oorspronkelijk 16) van hem zijn in de Amsterdamse wijk Spaarndammerbuurt te zien ter begeleiding van een fietsroute door de wijk. Hij staat als De zwaaiende fietser afgebeeld op ovalen keramische tegels, bijvoorbeeld aan de Van Noordtkade. Voorts is van hem een gedicht te lezen op kunstwerk Floating poetry room (Paul Hufkade, IJburg).